# つぐない (テレサ・テンのアルバム)
『つぐない』は、テレサ・テンの日本での通算12枚目のオリジナル・アルバムである。1984年1月21日にトーラスレコードからLP盤（レコード品番：28TR-2032）とカセットテープ（規格品番：30TT-1032）形式でリリースされた。
ディスクジャケット帯のキャッチコピーは「テレサが奏でる愛のつぐない。彼女の最新の意欲作を貴方へ……」。

## 概要
トーラスレコード移籍後にリリースした2枚目のオリジナル・アルバムとなった。シングル曲「つぐない」・オリジナル曲と他人の歌のカバーが半分ずつ交互に全12曲収録。また、「空港」と「雪化粧」の新録音バージョンにも収録されている。
1984年11月1日にトーラスレコードより初CD化（規格品番：35TX-1002）された。収録曲目はLP盤と異なり、前作アルバム『旅人』に収録されていた「氷雨」・「ふたたびの」・「想い出の余白」の3曲を加えたもので構成されている。

## 収録曲
| #         | タイトル           | 作詞         | 作曲            | 編曲                | 時間  |
| --------- | ------------------ | ------------ | --------------- | ------------------- | ----- |
| A1.       | 「つぐない」       | 荒木とよひさ | 三木たかし      | 川口真              | 3:53  |
| A2.       | 「晚秋」           | 水木かおる   | 三木たかし      | 川口真              | 3:02  |
| A3.       | 「待ちわびて」     | 水木れいじ   | 浜圭介          | 川口真              | 3:55  |
| A4.       | 「雪化粧」         | 山上路夫     | 猪俣公章        | 川口真              | 3:45  |
| A5.       | 「東京ジェラシー」 | 喜多条忠     | CHEN SHEAU SHYA | 川口真              | 3:57  |
| A6.       | 「上海エレジー」   | 松本隆       | 南こうせつ      | 川口真              | 4:10  |
| B1.       | 「空港」           | 山上路夫     | 猪俣公章        | 川口真              | 3:46  |
| B2.       | 「娘心」           | 大島マサエ   | 大島マサエ      | 渡辺茂樹            | 3:51  |
| B3.       | 「さよならあなた」 | 水木かおる   | 立花かおる      | 川口真              | 3:38  |
| B4.       | 「夢芝居」         | 小椋佳       | 小椋佳          | 川口真              | 3:29  |
| B5.       | 「笑って乾杯」     | 山口あかり   | 川口真          | 川口真              | 3:26  |
| B6.       | 「北国の春」       | いではく     | 遠藤実          | ANTONIO AREVALO JR. | 3:51  |
| 合計時間: | 合計時間:          | 合計時間:    | 合計時間:       | 合計時間:           | 44:43 |

## スタッフ
- Producer：Tony Tang (POLYGRAM RECORDS LTD. HONG KONG)、Hiroshi Misaka (TAURUS RECORDS INC.)
- Director：Tetsuya Fukuzumi
- Recording engineer：Katsuyuki Handa
- Photographer：Tateo Suzuki
- Design：THAT INC.
- Mastertape owner：POLYGRAM RECORDS LTD. HONG KONG、TAURUS RECORDS INC.